# بن‌یوسف بن‌خده
بن یوسف بن خده (عربی: بن يوسف بن خدة؛ زاده ۲۳ فوریه ۱۹۲۰ – درگذشته ۴ فوریه ۲۰۰۳) سیاست‌مدار اهل الجزایر بود. بن یوسف بن خده در ۴ فوریه ۲۰۰۳، در سن ۸۲ سالگی بعد از یک دوره طولانی بیماری در خانه‌اش در الجزیره درگذشت.

## زندگی‌نامه
بن یوسف بن خدا در سال ۱۹۲۰ در برواقیه، استان مدیه متولد شد. فرزند یک  قاضی، در  مدرسه محلی و  مدرسه فرانسوی تحصیل کرد. او بعداً در البلیده به دبیرستان ابن روچد رفت و در آنجا با ملی‌گرایان پیشگام الجزایری مانند محمد لمین دباغین، سعد دهلاب، ابانه رامدان، علی بومنجل و محمد یزید آشنا شد. همان‌جایی که مدیر کالج مکرر می‌گفت؛ شما همان چاقوهایی هستید که ما علیه فرانسه تیز می‌کنیم!
او پس از دریافت مدرک لیسانس، در سال ۱۹۴۳ وارد دانشگاه پزشکی و داروسازی الجزایر شد و پس از یک وقفه، در سال ۱۹۵۳ مدرک خود را در رشته داروسازی اخذ کرد. او در سال ۱۹۴۲ به حزب خلق الجزایر (PPA) پیوست. یک سال بعد او توسط مأموران محلی سازمان ضد جاسوسی SDECE به دلیل مبارزه علیه سربازگیری الجزایری‌ها در جنگ علیه آلمان به عنوان بخشی از «تسلیم نشدگان بلیدا» دستگیر و بازداشت شد. او هشت ماه بعد آزاد شد.
بین سالهای ۱۹۵۱ و ۱۹۵۴. در نوامبر ۱۹۵۴ دوباره دستگیر و به دلیل مداخله لیبرال‌های فرانسوی، در مه ۱۹۵۵ آزاد شد.

## جنگ الجزایر
او در سال ۱۹۴۷ عضو کمیته مرکزی PPA-MTLD بود و به عنوان دبیرکل خدمت کرد.بین سالهای ۱۹۵۱ و ۱۹۵۴. در نوامبر ۱۹۵۴ دوباره دستگیر و زمانی که به جبهه جدید آزادیبخش ملی پیوست به دلیل مداخله لیبرال‌های فرانسوی (که شامل ژاک شوالیه شهردار فرانسوی- الجزایری الجزیره بود). در مه ۱۹۵۵ آزاد شد. او مشاور آبان رمدان در الجزیره شد.
در اوت ۱۹۵۶ کنفرانس صومام او را به عضویت شورای انقلاب ملی الجزایر و کمیته اقدام و هماهنگی  دولت موقت جمهوری الجزایر (GPRA) به همراه آبانه، دهلاب العربی بن مهیدی و کریم بلقاسم منصوب کرد. او، آبانه و بن مهیدی حکومت سه‌نفره سیاسی و نظامی را تشکیل دادند که منطقه خودمختار انقلابی را اداره می‌کرد. الجزیره پایتخت مقاومت شده بود.
او و آبانه پروژه‌های بسیاری از جمله روزنامه المجاهد، ایجاد اتحادیه عمومی کارگران الجزایر (UGTA) و نوشتن قَسَماً که به سرود ملی الجزایر تبدیل شد. را به پیش بردند.
او با استفاده از سیستم فاضلاب الجزایر به‌طور معجزه آسایی از اسارت توسط پیاده‌نظام چترباز ژنرال ژاک ماسو نجات یافت. او پس از دستگیری بن مهیدی توسط چتربازان تحت فرماندهی سرهنگ مارسل بیگیرد، از شهر فرار کرد. بن مهیدی بعداً در حالی که زندانی سربازان پل آزورسس بود کشته شد.